# Montefeltro

Mapa da região

Montefeltro (do latim vulgar Mons Feretri) é uma região histórica da Itália, abrangendo a região centro-norte de Marcas (ao norte da província de Pesaro e Urbino), Emília-Romanha (a oeste da província de Rimini), Toscana (a leste da província de Arezzo) e de San Marino. Seu nome vem da família Montefeltro, que governou a região durante a Idade Média e o Renascimento.

## História
Montefeltro abrange principalmente a parte montanhosa da província de Pesaro e Urbino (Marcas) e a área sudoeste da província de Rimini (Emília-Romanha). Compreende também duas comunas da província de Arezzo, Toscana, e da República de San Marino. A cidade mais importante da região é Novafeltria. 

## Territórios
| Brasão de armas | Comuna              | Superfície km² | População | Comunità montana  | Província                     | Região                        | Estado              |
| --------------- | ------------------- | -------------- | --------- | ----------------- | ----------------------------- | ----------------------------- | ------------------- |
|                 | Acquaviva           | 4,86           | 2.077     |                   |                               |                               | San Marino          |
|                 | Auditore            | 20,30          | 1.620     | Montefeltro       | Pesaro e Urbino               | Marcas                        | Itália              |
|                 | Badia Tedalda       | 119,12         | 1.165     |                   | Arezzo                        | Toscana                       | Itália              |
|                 | Belforte all'Isauro | 11,99          | 796       | Montefeltro       | Pesaro e Urbino               | Marcas                        | Itália              |
|                 | Borgo Maggiore      | 9,01           | 6.424     |                   |                               |                               | San Marino          |
|                 | Carpegna            | 28,31          | 1.680     | Montefeltro       | Pesaro e Urbino               | Marcas                        | Itália              |
|                 | Casteldelci         | 49,21          | 476       | Alta Valmarecchia | Rimini                        | Emília-Romanha                | Itália              |
|                 | Chiesanuova         | 5,46           | 1.056     |                   |                               |                               | San Marino          |
|                 | San Marino          | 7,09           | 4.277     |                   |                               |                               | San Marino          |
|                 | Domagnano           | 6,62           | 3.161     |                   |                               |                               | San Marino          |
|                 | Faetano             | 7,75           | 1.177     |                   |                               |                               | San Marino          |
|                 | Fiorentino          | 6,57           | 2.510     |                   |                               |                               | San Marino          |
|                 | Frontino            | 10,74          | 317       | Montefeltro       | Pesaro e Urbino               | Marcas                        | Itália              |
|                 | Lunano              | 14,62          | 1.453     | Montefeltro       | Pesaro e Urbino               | Marcas                        | Itália              |
|                 | Macerata Feltria    | 40,23          | 2.128     | Montefeltro       | Pesaro e Urbino               | Marcas                        | Itália              |
|                 | Maiolo              | 24,40          | 841       | Alta Valmarecchia | Rimini                        | Emília-Romanha                | Itália              |
|                 | Mercatino Conca     | 14,47          | 1.112     | Montefeltro       | Pesaro e Urbino               | Marcas                        | Itália              |
|                 | Monte Cerignone     | 18,04          | 672       | Montefeltro       | Pesaro e Urbino               | Marcas                        | Itália              |
|                 | Montecopiolo        | 35,74          | 1.235     | Montefeltro       | Pesaro e Urbino               | Marcas                        | Itália              |
|                 | Montegiardino       | 3,31           | 910       |                   |                               |                               | San Marino          |
|                 | Monte Grimano       | 52,31          | 1.249     | Montefeltro       | Pesaro e Urbino               | Marcas                        | Itália              |
|                 | Novafeltria         | 41,78          | 7.312     | Alta Valmarecchia | Rimini                        | Emília-Romanha                | Itália              |
|                 | Pennabilli          | 69,66          | 3.098     | Alta Valmarecchia | Rimini                        | Emília-Romanha                | Itália              |
|                 | Piandimeleto        | 39,96          | 2.096     | Montefeltro       | Pesaro e Urbino               | Marcas                        | Itália              |
|                 | Pietrarubbia        | 13,05          | 709       | Montefeltro       | Pesaro e Urbino               | Marcas                        | Itália              |
|                 | San Leo             | 53,32          | 3.041     | Alta Valmarecchia | Rimini                        | Emília-Romanha                | Itália              |
|                 | Sant'Agata Feltria  | 79,30          | 2.316     | Alta Valmarecchia | Rimini                        | Emília-Romanha                | Itália              |
|                 | Sassocorvaro        | 66,52          | 3.543     | Montefeltro       | Pesaro e Urbino               | Marcas                        | Itália              |
|                 | Sassofeltrio        | 20,87          | 1.392     | Montefeltro       | Pesaro e Urbino               | Marcas                        | Itália              |
|                 | Serravalle          | 10,53          | 10.386    |                   |                               |                               | San Marino          |
|                 | Sestino             | 80,46          | 1.485     |                   | Arezzo                        | Toscana                       | Itália              |
|                 | Talamello           | 10,53          | 1.117     | Alta Valmarecchia | Rimini                        | Emília-Romanha                | Itália              |
|                 | Tavoleto            | 11,99          | 909       | Montefeltro       | Pesaro e Urbino               | Marcas                        | Itália              |
|                 | Montefeltro         | 987,49         | 73.031    |                   | Pesaro e Urbino Rimini Arezzo | Marcas Emília-Romanha Toscana | Itália · San Marino |